# Cryptandra mutila
Cryptandra mutila là một loài thực vật có hoa trong họ Táo. Loài này được Nees ex Reissek mô tả khoa học đầu tiên năm 1848.